# Championnat de France de rugby à XV 1953-1954
Navigation
1952-1953 1954-1955
Le championnat de France de rugby à XV de première division 1953-1954 est disputé par 64 clubs groupés en huit poules de six équipes et deux poules de huit équipes. Les poules de six qualifient 28 équipes (trois premiers de chaque poule plus les quatre meilleurs quatrièmes) et les deux poules de huit qualifient quatre équipes.
Le championnat est remporté par le FC Grenoble qui bat l'US Cognac en finale 
Après 4 nouvelles demi-finales perdues en 1963, 1970, 1982 et 1992, les grenoblois ne reviendront en finale qu’en 1993 et seront privés du titre de champion de France à la suite d’une finale polémique après une erreur d’arbitrage,

## Contexte
Le Tournoi des Cinq Nations 1954 est remporté à égalité par le pays de Galles, la France et l'Angleterre. Le Challenge Yves du Manoir est remporté par le FC Lourdes qui a battu le RC Toulon à Toulon en finale.

## Phase de qualification
On indique ci-après les huit poules de six, le nom des clubs qualifiés pour les 16e de finale est en gras. Les qualifiés issus des poules de huit sont Stade niortais, SC Albi, Stade bagnérais et le TOEC.
| 1. FC Lourdes 30 pts 2. RC Toulon 22 pts 3. US Dax 22 pts 4. RC Vichy 20 pts 5. CA Bègles 15 pts 6. FC Oloron 11 pts                                                                                    | 1. Paris UC 26 pts 2. SU Agen 23 pts 3. Stade Mont-de-Marsan 23 pts 4. RC Narbonne 17 pts 5. US Tyrosse 17 pts 6. USA Limoges 14 pts         | 1. US Cognac 26 pts 2. AS Béziers 22 pts 3. CA Périgueux 20 pts 4. Aviron Bayonne 20 pts 5. Stade La Rochelle 18 pts 6. AS Soustons 14 pts                                                                                       |
| 1. FC Auch 22 pts 2. Biarritz Olympique 22 pts 3. Stade Lavelanet 22 pts 4. AS Montferrand 22 pts 5. Castres Olympique 20 pts 6. Boucau Stade 12 pts                                                    | 1. USA Perpignan 26 pts 2. US Carmaux 25 pts 3. Stade Toulouse 22 pts 4. FC Grenoble 21 pts 5. US Montauban 14 pts 6. Valence Sportif 12 pts | 1. CS Vienne 29 pts 2. AS Roanne 21 pts 3. US Bourg-en-Bresse 21 pts 4. Lyon OU 18 pts 5. CO Le Creusot 16 pts 6. Union Montélimar Sportive 15 pts                                                                               |
| 1. US Romans-Péage 25 pts 2. Stadoceste Tarbes 23 pts 3. Racing Club de France 22 pts 4. US Bergerac 20 pts 5. CA Brive 17 pts 6. Stade Aurillac 13 pts                                                 | 1. SC Mazamet 24 pts 2. Section Pau 21 pts 3. SC Tulle 20 pts 4. SC Angoulême 20 pts 5. SC Graulhet 19 pts 6. US Côte Vermeille 16 pts       | 1. Stade Niort 32 pts 2. Stade Bagnères-de-Bigorre 31 pts 3. Stade Nantes UC 31 pts 4. US Marmande 30 pts 5. Stade Bordeaux UC 30 pts 6. Saint-Jean-de-Luz Olympique 25 pts 7. Avenir Aire-sur-l'Adour 25 pts 8. US Tours 20 pts |
| 1. SC Albi 35 pts 2. Toulouse OEC 35 pts 3. Céret Sportif 31 pts 4. La Voulte Sportif 30 pts 5. SC Rieumes 27 pts 6. FC Aix-les-Bains 23 pts 7. RC Chalon-sur-Saône 22 pts 8. AS Bort-les-Orgues 21 pts | | |

## Seizièmes de finale
Les équipes dont le nom est en caractères gras sont qualifiées pour les huitièmes de finale. 
| Équipe 1           | Équipe 2              | Résultat |
| ------------------ | --------------------- | -------- |
| FC Grenoble        | SC Mazamet            | 14-12    |
| SU Agen            | SC Tulle              | 11-0     |
| CS Vienne          | TOEC                  | 12-3     |
| Section paloise    | Racing club de France | 8-3      |
| US Romans          | US Bergerac           | 8-3      |
| US bressane        | Stadoceste tarbais    | 10-6     |
| USA Perpignan      | Stade niortais        | 18-0     |
| Stade toulousain   | RC Toulon             | 14-0     |
| US Cognac          | SC Albi               | 6-3      |
| Biarritz olympique | Stade lavelanétien    | 15-0     |
| AS Béziers         | US Dax                | 11-6     |
| SC Angoulême       | Paris université club | 6-3      |
| FC Lourdes         | Stade bagnérais       | 27-0     |
| AS Roanne          | Stade montois         | 8-6      |
| AS Montferrand     | FC Auch               | 8-3      |
| US Carmaux         | CA Périgueux          | 8-0      |

| 16e de finale Dimanche 21 mars 1954 | FC Grenoble | 14 - 12 (Mi-temps : 9 - 12) | SC Mazamet | Stade Jean-Etcheberry, Vienne (Isère)       |                                             |
|                                     | 3 essais de Darrieu (34e), Smogor (40e) et Cardesi (45e) 1 transformation d'Échevet (45e) 1 drop de Baqué (8e) ---- 1 Martin - 2 Loguier - 3 Duhau 4 Rein - 5 Parolai 6 Lanfranchi - 8 Smogor - 7 Coquet 9 Échevet - 10 Baqué 11 Morel - 12 Belletante - 13 Darrieu - 14 Cardesi 15 Claret |                             | 2 essais de Lagarde (13e) et Najac (17e) 1 pénalité de Martin (24e) 1 drop de Duffaut (20e) ---- 1 G. Biénès - 2 Lacoste - 3 Medus 4 Masbou - 5 Mias 6 Najac - 8 Martin - 7 Lagarde 9 Garrigues - 10 Duffaut 11 Lepatey - 12 Delpech - 13 Girard - 14 Fort 15 Réal | Spectateurs : 5 355 Arbitrage : M. Siccardi | Spectateurs : 5 355 Arbitrage : M. Siccardi |

## Huitièmes de finale
Les équipes dont le nom est en caractères gras sont qualifiées pour les quarts de finale. 
| Équipe 1       | Équipe 2           | Résultat |
| -------------- | ------------------ | -------- |
| FC Grenoble    | SU Agen            | 11-3     |
| CS Vienne      | Section paloise    | 9-6      |
| US Romans      | US bressane        | 12-6     |
| USA Perpignan  | Stade toulousain   | 11-0     |
| US Cognac      | Biarritz olympique | 22-5     |
| AS Béziers     | SC Angoulême       | 3-0      |
| FC Lourdes     | AS Roanne          | 17-0     |
| AS Montferrand | US Carmaux         | 3-0      |

| 8e de finale Dimanche 2 mai 1954 | FC Grenoble | 11 - 3 (Temps réglementaire : 3 - 3) (Mi-temps : 0 - 3) | SU Agen | Parc des sports et de l'amitié, Narbonne      |                                               |
|                                  | 3 essais de Lanfranchi (45e), Pliassof (94e) et Belletante (108e) 1 transformation d'Échevet (108e) ---- 1 Martin - 2 Bionda - 3 Duhau 4 Rein - 5 Parolai 6 Lanfranchi - 8 Smogor - 7 Coquet 9 Liénard - 10 Baqué 11 Pliassof - 12 Belletante - 13 Échevet - 14 Cardesi 15 Claret |                                                         | 1 essai de Capmarti (17e) ---- 1 Lacatère - 2 Teruel - 3 Peraire 4 Capmarti - 5 Grocq 6 Montanari - 8 Lapeyre - 7 Duffaut 9 Laroche - 10 Carabignac 11 Barbaste - 12 Pétriat - 13 Seignero - 14 Célestine 15 Guilleux | Spectateurs : Env0,800 0 Arbitrage : M. Parot | Spectateurs : Env0,800 0 Arbitrage : M. Parot |

## Quarts de finale
Les équipes dont le nom est en caractères gras sont qualifiées pour les demi-finales.
| Équipe 1    | Équipe 2       | Résultat |
| ----------- | -------------- | -------- |
| FC Grenoble | CS Vienne      | 3-0      |
| US Romans   | USA Perpignan  | 8-6      |
| US Cognac   | AS Béziers     | 8-3      |
| FC Lourdes  | AS Montferrand | 17-8     |

| Quart-de-finale Dimanche 9 mai 1954 | FC Grenoble | 3 - 0 (Mi-temps : 0 - 0) | CS Vienne | Stade de Gerland, Lyon                          |                                                 |
|                                     | 1 pénalité d'Échevet (65e) ---- 1 Martin - 2 Bionda - 3 Duhau 4 Rein - 5 Parolai 6 Lanfranchi - 8 Smogor - 7 Coquet 9 Liénard - 10 Baqué 11 Pliassof - 12 Belletante - 13 Échevet - 14 Morel 15 Claret |                          | ---- 1 Bonagemme - 2 Bautista - 3 Bruyère 4 Llorente - 5 Aït-Kassi 6 Ruet - 8 Bautista - 7 Baulon 9 Fraysse - 10 Farré 11 Cros - 12 Baccis - 13 Venturini - 14 Brun 15 Grenouiller | Spectateurs : Env0,150 00 Arbitrage : R. Taddéï | Spectateurs : Env0,150 00 Arbitrage : R. Taddéï |

## Demi-finales
| Équipe 1    | Équipe 2   | Résultat |
| ----------- | ---------- | -------- |
| US Cognac   | FC Lourdes | 21-20    |
| FC Grenoble | US Romans  | 8-5      |

| Demi-finale Dimanche 16 mai 1954 | FC Grenoble | 8 - 5 (Mi-temps : 0 - 0) | US Romans | Stade de la Méditerranée, Béziers               |                                                 |
|                                  | 1 essai de Smogor (75e) 1 transformation d'Échevet (75e) 1 pénalité d'Échevet (55e) ---- 1 Martin - 2 Bionda - 3 Duhau 4 Rein - 5 Parolai 6 Lanfranchi - 8 Smogor - 7 Coquet 9 Liénard - 10 Baqué 11 Pliassof - 12 Belletante - 13 Échevet - 14 Morel 15 Claret |                          | 1 essai de Dolin (69e) 1 transformation de Ravel (69e) ---- 1 De Grégorio - 2 Rey - 3 Chetanian 4 Pailher - 5 Soro 6 Dolin - 8 Foriel - 7 Rives 9 Riondet - 10 Ottavi 11 Estève - 12 Bertrand - 13 Rouchon - 14 Chechirlian 15 Ravel | Spectateurs : Env0,130 00 Arbitrage : M. Durand | Spectateurs : Env0,130 00 Arbitrage : M. Durand |

## Finale
| Finale Dimanche 23 mai 1954 | FC Grenoble | 5 - 3 (Mi-temps : 0 - 3) | US Cognac | Stadium Municipal Toulouse                         |                                                    |
|                             | 1 essai de Lanfranchi (58e) 1 transformation d'Échevet (58e) ---- 1 Martin - 2 Bionda - 3 Duhau 4 Rein - 5 Parolai 6 Lanfranchi - 8 Smogor - 7 Coquet 9 Liénard - 10 Baqué 11 Pliassof - 12 Belletante - 13 Échevet - 14 Morel 15 Claret |                          | 1 pénalité de Meynard (21e) ---- 1 Rouby - 2 Tissandier - 3 Robert 4 Porchier - 5 Lagrange 6 F. Puissant - 8 R. Biénès - 7 Savin 9 Dumont - 10 Sureau 11 Béhotéguy - 12 A. Puissant - 13 Meynard - 14 Barboteau 15 Mauroux | Spectateurs : Environ 40 000 Arbitrage : R. Taddéï | Spectateurs : Environ 40 000 Arbitrage : R. Taddéï |